# Chikugo
Chikugo (筑後市, Chikugo-shi) est une ville du Japon située dans la préfecture de Fukuoka.

## Géographie

### Situation
Chikugo est située dans le sud de la préfecture de Fukuoka.

### Municipalités limitrophes
| Kurume   | Kurume  | Hirokawa |
| Ōki      | Chikugo | Yame     |
| Yanagawa | Miyama  | Yame     |

### Démographie
En septembre 2020, la population de Chikugo s'élevait à 49 510 habitants, répartis sur une superficie de 41,78 km2.

## Histoire
La ville moderne de Chikugo a été fondée le 1er avril 1954.

## Culture locale et patrimoine
- Le sanctuaire Mizuta Tenman-gū

## Transports
Chikugo est desservie par les routes nationales 209 et 442.
La ville est desservie par la ligne Shinkansen Kyūshū à la gare de Chikugo-Funagoya, ainsi que par la ligne principale Kagoshima de la JR Kyushu.

## Symboles municipaux
Les symboles municipaux sont le camphrier et le camellia.